# 爱德华多·迪索马
爱德华多·迪索马（義大利語：Edoardo Di Somma，1996年9月30日—），意大利男子水球运动员。他曾代表意大利国家队参加2024年夏季奥林匹克运动会男子水球比赛，获得第七名。